# Johannes Carion

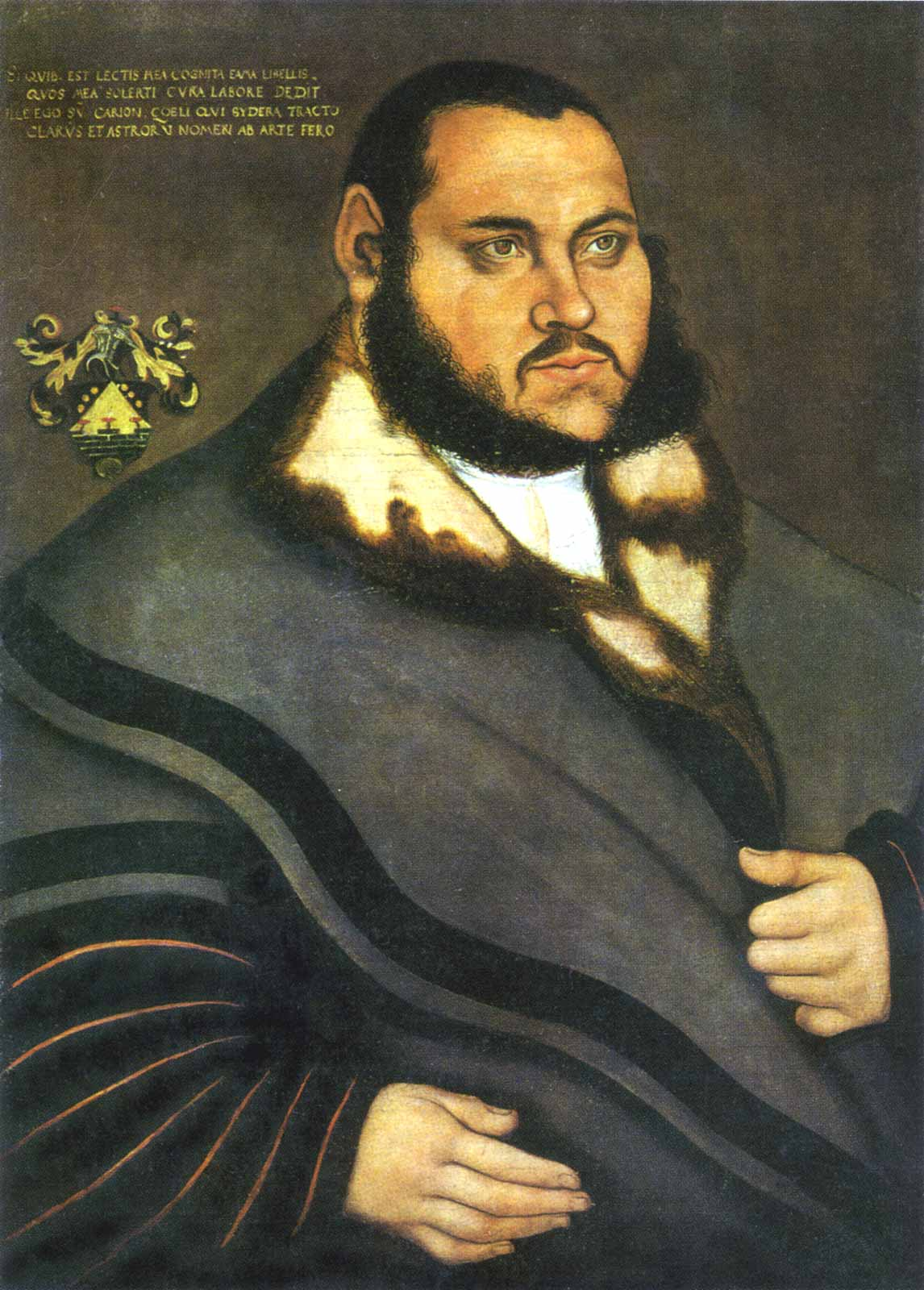
Bildnis des Johannes Carion, Gemälde von Lucas Cranach dem Älteren um 1530

Johann(es) Carion, auch: Johannes Nägelin, Johannes Gewürznägelin, Johannes Caryophyllus (* 22. März 1499 in Bietigheim; † 2. Februar 1537 in Magdeburg) war ein deutscher Astrologe, Mathematiker und Historiker.

## Leben
Geboren am 22. März 1499, wuchs Johannes Nägelin in seiner Heimatstadt Bietigheim/Enz in Württemberg auf. Nach dem Besuch der Lateinschule in Bietigheim wurde er am 21. April 1514 als 15-Jähriger an der Universität Tübingen immatrikuliert. Dort traf er auf den 17-jährigen Philipp Schwarzert, der später unter dem Namen Melanchthon bekannt wurde. Der junge Melanchthon übte in Tübingen das Amt des Konventors aus, eines älteren Studenten, der den jüngeren Sprachunterricht erteilte, aber in der Burse auch eine Aufsichtsfunktion ausübte. Die beiden waren Kommilitonen beim Mathematikprofessor Johannes Stöffler, der 1499 ein wichtiges Werk, seine Ephemeriden, herausgegeben hatte. Die Ephemeriden sind ein Tabellenwerk, das über Planetenbewegungen Auskunft gibt und für astrologische Berechnungen wichtig ist. Diese Ephemeriden spielen in Carions Werk für die Prognosticatio, also Carions Diskussionsbeitrag zur großen Flut, die 1524 bevorstehen sollte, eine große Rolle.
Noch 1518 erschien sein erstes Werk: Practica M. Joannis Nägelin von Bütighaim/ auff das 1519 iar. Des durchleüchtigsten Fürsten und herren herr Joachim Margrauen zuo Brandenburg etc. Astronomus. Da er sich hier schon als Hofmathematicus des Kurfürsten Joachim I. von Brandenburg bezeichnet, muss er sein Studium spätestens im Herbst 1518 beendet haben und nach Berlin gewechselt sein. In dieser Schrift hat er noch seinen ursprünglichen Namen, unter dem er noch 1522 in Bietigheim belegt ist, allerdings wird er dort schon als „Doctor“ genannt; dieser Titel wurde ihm aber erst 1535, und zwar als „Doctor medicinae“, verliehen. Im Vorwort zu seiner Prognosticatio von 1521 nennt er sich dann Magister Johannes Carion von Bietigheim. Hintergrund dieses fremden Namens Carion ist die griechische Bezeichnung der Nelke Cariophyllon, d. h. sein alter Nachname wurde als Nelke verstanden. Es gab am Berliner Hof einen zweiten Johannes Negelin, und um Verwechslungen zu vermeiden, nannte sich der Bietigheimer Nägelin um. Die Kurzform Carion könnte ein Zeichen der Verehrung für seinen alten Lehrer Johannes Reuchlin sein, der in seinen Kreisen Kapnion hieß.
War Carions Erstlingswerk noch eine einfache Practica, d. h. eine Art Bauernkalender mit Angabe der Mondphasen und damit verbundenen Wetterprognosen, so ändert sich der Charakter seiner Schriften in den weiteren Jahren, indem Carion grundsätzlicher wird, auch poetische Anstrengungen in Form von verrätselten Geschichten unternimmt. So schickt er seiner Prognosticatio eine seltsam anmutende Geschichte voraus, die er dann selbst als Planetengeschehen auslegt. Im Unterschied zum Marbacher Arzt Alexander Seitz ist Carion nicht der Meinung, dass eine neue Sintflut bevorsteht; er hält eine Flut wie die des Jahres 618 n. Chr., deren Beschreibung er der Schedelschen Weltchronik entnimmt, für möglich, er sieht aber die größere Gefahr in der Zwietracht innerhalb der Christenheit, ein Problem, das auch seine Bedeutnis von 1529 durchzieht.
Die ebenfalls von Werner Bergengruen in seinem Carion-Roman "Am Himmel wie auf Erden" verwendete Episode, dass Carion seinen Kurfürsten zu einem Auszug auf den Berliner Kreuzberg verleitet, stammt aus einer Veröffentlichung von Peter Hafftiz, die als unzuverlässige Quelle gelten muss. Denn Hafftiz sammelte sensationellen Klatsch und Tratsch seiner Zeit; so dass der Kreuzberg-Episode die Glaubwürdigkeit fehlt. Carion lag im Gegensatz dazu gerade an einer Milderung der Weltuntergangs-Hysterie, die andernorts vorhanden war.
In dieser Prognosticatio blickt Carion auch in die fernere Zukunft und meint, dass es 1789 wunderbare Geschichten und Zerstörung geben wird. Darin könnte man eine Vorhersage der Französischen Revolution sehen.
Vom 22. August 1527 stammt Carions erster Brief an Herzog Albrecht von Preußen; diesem ersten Brief folgt ein Briefwechsel bis nach Carions Tod – denn Herzog Albrecht spricht Carions Witwe nach Carions Hinscheiden sein Beileid aus. Dieser Briefwechsel wurde schon 1841 von Johannes Voigt in einer leserfreundlichen Art ediert: Voigt referiert die lesenswerten Teile der Briefe in modernisiertem Deutsch, lässt all das, was er für überflüssige Floskeln hält, weg; aber wichtig: für Voigt stand Herzog Albrecht im Zentrum. Diesem Briefwechsel sind viele interessante Details zu entnehmen, auch solche, die den schlechten Ruf Carions als schlimmen Trinker in den Kontext damaligen Oberschichts-Verhaltens rücken. Carion erzählt z. B. von den Osterwochen 1533 und 1536, deren zweite er als „Marterwoche“ bezeichnet wegen der Besäufnisse, die in kurfürstlich-erzbischöflichem Umfeld stattfanden.
In einem frühen Brief, nämlich vom 25. Februar 1529, übersendet Carion Herzog Albrecht auch seine Revolutio für 1529, ein astrologisches Gutachten für Herzog Albrecht. Es ist noch ein zweites astrologisches Gutachten von Carion erhalten, nämlich für Albrecht Scheurl, dem Patenkind von Albrecht Dürer, verfasst 1531/32, das Reiner Reisinger ediert und ausgewertet hat. Reisinger kommt darin zum Schluss, dass Carion auf der Höhe der astrologischen Kenntnisse seiner Zeit stand. Auf den 28. Dezember 1529 datiert die Widmung seiner Bedeutnis; in ihr erfährt man, dass das Werk schon früher entstanden ist, aber jetzt erst autorisiert gedruckt wird. Carion bringt darin Weissagungen bis zum Jahr 1550; auch nach seinem Tod 1537 erschien dieses Werk, dann gekürzt auf die Teile, die Zukünftiges behandeln. Adelung empört sich über Carions Art der Weissagung, dass er nämlich am Anfang seiner Prophezeiung schon Vergangenes als Zukunft darstelle; die große Sorge Carions um seine Zeit, die Carion mit Worten des Propheten Habakuk ausspricht, wird von Adelung nicht gesehen.
Dass Carion schon zu Lebzeiten angegriffen wurde, zeigt eine Passage aus Perlachs Schrift über die Bedeutung des Kometen, in der er Carion bezichtigt, nicht mit den „natürlichen Kräften der Astrologie“ zu seinen Weissagungen zu kommen, sondern mit verbotenen teuflischen Mächten in Verbindung zu stehen. Dieser damals schlimme Vorwurf lässt auf die hohe Qualität von Carions Prophezeiungen schließen, die von seinem wachen politischen Geist zeugen. Weiter unterstellt Perlach Carion auch, er könne kein Latein. Diesen Vorwurf räumt Carion aus, indem er seine Verteidigungsrede auf Latein schreibt, anders als seine übrigen Werke, die in deutscher Sprache verfasst sind.
Für den Juni 1531 ist erstmals die Existenz von Carions Chronik belegt, zu diesem Zeitpunkt berichtet Melanchthon seinem Freund Camerarius, dass er das Manuskript ebendieser Chronik erhalten habe. Was Melanchthon in diesem Brief beschreibt, wird später von seinem Schwiegersohn Caspar Peucer 1572 als Entstehungshintergrund erzählt. Melanchthon empfindet die Zusendung 1531 als Zumutung, Peucer macht der Nachwelt weis, Melanchthon habe damals das Manuskript una litura – mit einem Strich – zerstört und die Chronik neu geschrieben. Die Carion-Chronik existiert in zwei Fassungen; im Stadtarchiv Bietigheim befindet sich eine Erstfassung, deren Bericht im März 1532 endet; bis auf einige abweichende Schreibungen ist die Fassung der Luthergedenkstätte, die bei der Abschrift des Bietigheimer Exemplars noch im Netz stand, gleich. Bei der zweiten Fassung endet der Berichtszeitraum mit dem Kometen des Septembers 1532. Infolge der Peucer-Angabe war man weitgehend der Meinung, Carion habe nur unbedeutende Fetzen geliefert und Melanchthon sei eigentlicher Verfasser der Chronik. Bei der Untersuchung des Fassungsvergleichs kann man erkennen, dass die Erstfassung zwar Melanchthons Hauptanliegen, die Gliederung nach dem Spruch des Elias, d. h. die Einteilung der Weltgeschichte in drei Zeiträume zu jeweils 2000 Jahren, und eine Tabelle der historischen Grunddaten enthält, sonst aber Carions Werk ist. Zur Zweitfassung hin sind einige wenige Textpassagen geändert, z. B. die Behandlung der 70 Wochen des Propheten Daniel, vor allem weist der Schluss Merkmale auf, die dem vorausgehenden Textcorpus widersprechen, etwa die Häufung von lateinischen und dazu unübersetzten Zitaten. Wie Melanchthons Brief an Corvinus vom Januar 1532 zeigt, muss zu diesem Zeitpunkt der Druck (der Erstfassung) schon weit fortgeschritten sein. Die Zweitfassung vom Herbst 1532 ist Grundlage der niederdeutschen Übersetzung und vor allem der lateinischen, die Hermann Bonnus, der Reformator von Lübeck, erstellte. Den Druck dieser lateinischen Fassung hat Carion noch überwacht, wie der Zusatz zum Titel ab autore diligenter recognita (vom Verfasser sorgfältig überprüft) zeigt, ihr Erscheinen hat Carion aber nicht mehr erlebt, da er bereits am 2. Februar 1537 verstarb. Sein Tod ist belegt durch einen Brief Melanchthons an Milichius vom 2. März 1537, in welchem Melanchthon in einem Postscriptum seinen Tod kurz anspricht, aber auch durch das Beileidsschreiben des Herzogs Albrecht an Carions Witwe.
Lange nach Carions Tod begibt sich Melanchthon 1558 noch einmal an die Chronik und überarbeitet sie, angeblich nur,  um ihren Stil zu verbessern. In seinem Vorwort lobt er zwar den Übersetzer Hermann Bonnus überschwänglich, den eigentlichen Verfasser Johannes Carion aber übergeht er stillschweigend.
Bis zu Melanchthons Überarbeitung waren von Carions Chronik viele Drucke erschienen, auch von der Bonnus-Übersetzung; und auch nach dem Erscheinen der Neufassung von Melanchthon wurde die ursprüngliche Carion-Chronik weiterhin gedruckt, wie der Nachweis bei Trauner zeigt.
Seine „biographische Skizze“ über Carion beginnt Stefan Benning mit der Nachricht über den Tod Carions: „Am 2. Februar 1537 starb Johannes Carion in Magdeburg – auf recht ungewöhnliche Weise. Seine Grabinschrift, verfasst in lateinischer Sprache von dem Humanisten und Schwiegersohn Melanchthons, Georg Sabinus, lässt etwas über die diesbezüglichen Hintergründe erahnen, verrät sie doch zumindest in der Übersetzung mehr Spott als Trauer: ‚Dr. Johannes Carion, Vertilger ungeheurer Weinkrüge, Wahrsager aus den Gestirnen, hochberühmt bei Machthabern, ist beim Gelage im Wettkampf erlegen. Christus verzeihe gnädig dem so plötzlich aus dem Kreise der Zechenden Zusammengebrochenen.‘“ Tatsächlich gibt es mehrere Nachrufe, unter anderem auch vom hier genannten Georg Sabinus, aber die von Benning angeführte Quelle bedarf der kritischen Überprüfung; sie erscheint bei Strobl, aber auch in leicht geänderter Form bei Adelung. Es handelt sich hierbei um einen Scherz von Unbekannten, die die Initialen von Iohannes Carion Doctor, also I-C-D, mit launigen Angaben füllen; dies ist wohl keine ernstzunehmende Quelle.
Seit Peucer, Melanchthons Schwiegersohn, 1572 behauptet hatte, sein Schwiegervater habe die ursprüngliche Carion-Chronik una litura, also mit einem einzigen Strich, zerstört, ist der Großteil der Fachwelt von Melanchthon als dem Verfasser der Chronik überzeugt. Im Laufe der Jahrhunderte gab es nur einen einzigen, Erhard Ernst Hoch, der eine andere Meinung vertrat. Er bemerkt am Anfang seiner kurzen lateinischen Schrift, dass die Historiker etwa wie Lemminge einander nachliefen. Aber er verfällt dem anderen Extrem, indem er Melanchthon völlig aus der Entstehung der ursprünglichen Carion-Chronik verbannt. Vor allem der Aufklärer Adelung lässt an Carion kein gutes Haar, und in seiner Nachfolge steht die Forschung bis zur Gegenwart.
Carion wurde zweimal Thema literarischer Werke, von Willibald Alexis und Werner Bergengruen.
Alexis kennt keine Fakten des historischen Carion; er lässt ihn zum Juden werden, der sich rächt für die Ermordung seines Vaters im Rauch, was einen prophetischen Vorgriff auf spätere Vergasungen darstellt.
Bergengruen weiß schon etwas mehr, aber den Kern seines Romans bezieht er von Hafftitius mit dessen Erzählung vom Auszug auf den Kreuzberg.

## Schriften
- Practica M. Joannis Nägelin von Bütighaim/ auff das 1519 iar. Des durchleüchtigsten Fürsten und herren herr Joachim Margrauen zuo Brandenburg etc. Astronomus. 1518
- Prognosticatio und erklerung der grossen wesserung/ Auch anderer erschrockenlichenn würckungen. So sich begeben nach Christi unseres lieben herrn geburt/ Funfftzehen hundert und xxiiij. Jar. (Martin Landsberg, Leipzig 1521).[6]
- Bedeütnus vnd Offenbarung warer hymmlischer Influentz/ des hocherfarnen Magistri Johannis Carionis Bütickheimensis C. F. G. von Brandenburg Mathematici/ von jaren zuo jaren werend/ Biß man schreibt 1550. Jar/ alle Landschaft/Stände vnd einflüß/ klärlich beträffend. Widmung vom 28. Dezember 1529. Digitalisat Google
- Chronica durch M. Johan. Carion vleissig zusamen gezogen, meniglich nützlich zu lesen, Wittemberg 1533 (eingeschränkte Vorschau in der Google-Buchsuche, Digitalisat Internet Archive)
  - Abschrift der Erstfassung aus dem Bietigheimer Stadtarchiv:chronica1532. In: pascua.de. Abgerufen am 11. Januar 2015.
  - Quelle der Zweitfassung:
Titel: Chronica || durch Magi=||strum Johan Carion/|| vleissig zusamen ge=||zogen/ menig=||lich nuetzlich || zu lesen.||
Verfasser: Carion, Johannes
Verl. / Druck; Rhau, Georg
Erschienen: Wittenberg: Rhau, Georg, 1532
Online-Ausg.: Halle, Saale: Universitäts- und Landesbibliothek Sachsen-Anhalt, 2010
Umfang: [238] Bl.; 8: Titelbl. in Rot- u. Schwarzdr., Titeleinfassung
Anmerkung: Vorlageform des Erscheinungsvermerks: Wittemberg.|| M.D.XXXII.||(durch Geor=||gen Rhaw.||)
Sprache: Deutsch
URN: urn:nbn:de:gbv:3:1-185801
VD16: C 997
  - Fassungsvergleich Erst- und Zweitfassung nebst Teilsynopse der Bonnus-Übersetzung von 1537 und 1539: Chronica Carionis (Synopse und Fassungsvergleich). In: pascua.de. Abgerufen am 11. Januar 2015.
- Quelle der Übersetzung des Hermann Bonnus:
Titel: CHRONI||CORVM LIBELLVS, MAXI=||mas quaśq, res gestas, ab initio mundi, apto ordi=||ne complectens, ita ut annorum ratio ac praecipuae || uicißitudines, quae in regna, in religionem, et in || alias res magnas incidunt, quàm rectißi=||me cognosci ac obseruari || queant. || A IOANNE CARIONE || Mathematico conscriptus, ac per || Hermanum Bonnum in Lati||num conuersus.||
Verfasser: Carion, Johannes
Herausgeber: Bonnus, Hermann
Verl. / Druck.: Braubach, Peter
Erschienen: Schwäbisch Hall: Braubach, Peter, 1539
Online-Ausg.: Halle, Saale: Universitäts- und Landesbibliothek Sachsen-Anhalt, 2011
Umfang: [24], 255 Bl.; 8
Anmerkung: Vorlageform des Erscheinungsvermerks: HALAE SVEVORVM EX || officina Petri Brubachij, Anno || XXXIX.||[=1539] (mense || Augusto ||)
Sprache: Latein
URN: urn:nbn:de:gbv:3:1-220832
VD16: C 1015
- IVDICIVM Magistri Iohannis Carionis de Anno M.D.XXX.III. Cum purgatione in qua respondet Perlachio. M.D.XXXII. (Original-Exemplar des Stadtarchivs Bietigheim-Bissingen)
- Iudicium magnum für Albrecht Scheurl, ediert von R. Reisinger: Reiner Reisinger, Historische Horoskopie. Das iudicium magnum des Johannes Carion für Albrecht Dürers Patenkind (= Gratia. Bamberger Schriften zur Renaissanceforschung 32), Wiesbaden (Harrassowitz) 1997
- Weltchronik, in: Corpus Reformatorum, hrsg. H. Ziegler, Bd. 12, 1898